# Sundasciurus moellendorffi
Sundasciurus moellendorffi là một loài động vật có vú trong họ Sóc, bộ Gặm nhấm. Loài này được Matschie mô tả năm 1898.